# Boiga drapiezii
Boiga drapiezii is een slang uit de familie van toornslangachtigen (Colubridae), die voorkomt in Zuidoost-Azië. De soortnaam drapiezii is gegeven ter ere van de Belgische natuurwetenschapper Auguste Drapiez.

## Beschrijving
Er zijn twee fasen van B. drapiezii bekend. De groene fase heeft een gemarmerd groen lichaam met een robuustere kop en breedte. De bruine fase is veel slanker met oranjebruine driehoekige banden over het lichaam.

## Verspreiding en leefgebied
B. drapiezii komt voor op Borneo, in Indonesië (o.a. Java en Sumatra), op het Maleisisch Schiereiland, in de Filipijnen, Singapore, Thailand en in Vietnam. De geprefereerde natuurlijke habitat van B. drapiezii is bos, op hoogtes van 80-900 m.

## Gedrag
B. drapiezii is een nachtdier en boombewoner. Hij beweegt zich vaak over de bosbodem op zoek naar prooien en op reis. Hij komt voor in tropisch regenwoud, soms op takken bij beken. In het wild eet de slang kikkers, gekko's en andere kleine hagedissen, maar ook insecten, vogels en vogeleieren. B. drapiezii is eierleggend.